# 江間俊一
江間 俊一（えま しゅんいち、文久元年5月10日（1861年6月17日） - 昭和8年（1933年）5月31日）は、日本の弁護士、政治家。

## 経歴
1861年6月（文久元年五月）、遠江国磐田郡の東海道見附宿（現静岡県磐田市）の豪家山本幸七の子として生まれる。後に江間忠五郎の娘つねの入婿となる。1889年（明治22年）明治法律学校（現在の明治大学）卒業後、弁護士となり、東京弁護士会常議員、議長を歴任した。
1903年（明治36年）に明治大学雄弁会が発足した際に名誉会員となる。この雄弁会は一度活動休止状態となるが1908年（明治41年）に復活し、このとき会長に就任した。
政治家としては東京府会議員、東京市会議員・議長などを務め、1902年（明治35年）には第7回衆議院議員総選挙に立憲政友会から出馬して当選し、その後も第10回衆議院議員総選挙（無所属）、第12回衆議院議員総選挙（立憲同志会）に当選した。日露戦争の功で勲四等瑞宝章を受け、鉄道会社の社長なども務めた。
1916年（大正5年）頃、石川県で同志の応援演説として閥族政府打破を叫んだところ治安警察法違反で禁錮2月の実刑判決、弁護人の花井卓蔵は無罪を信じて上告するも江間は弁護士の職には拘らず判決を受け入れて上告取り下げ、服役。これにより勲四等及び大礼記念章を褫奪された。1917年（大正6年）8月23日、弁護士法の規定に基づき東京地方裁判所から弁護士名簿登録取消。
1918年（大正7年）、政治家を引退し、腹式呼吸と静座を基本とした「江間式心身鍛錬法」という気合術の普及につとめるようになる。横綱大錦が三段目のときに座骨神経痛を一発の気合で治療し、さらに57回にわたり気合いをいれるなどして、横綱への道を歩ませた逸話で知られる。
江間は膂力に優れ角力に強く武術にも長じていた。
江間は柔術を修行しており、東京下谷区にあった演武館の今泉八郎から真蔭流柔術を学び免許を得ている。また、鹿島流馬術の草刈庄五郎の高弟であった。
川村雨谷に師事した画家でもあり、雅号は「高峰（高峯）」。達磨像を得意としたとされる（「江間式心身鍛錬法：並気合法之原理」中「江間俊一先生小伝」。同書では江間を「多趣味多方面の人」と紹介している）
苦学生のための奨学金制度をつくり、多くの若者の世話をした。

## 家族・親族
娘婿は岩倉具視の次男岩倉具定の五男岩倉具顕。具顕の息子である岩倉具賢と岩倉具憲は孫（俳優上原謙の義弟）。
娘は青木しのぶ（女優）、小桜葉子（女優。上原謙の前妻）は孫、加山雄三（俳優）は曾孫。